# منال القادری
منال القادری (عربی: منال القادري؛ زادهٔ ۲۹ ژوئن ۱۹۸۷) یک سیاستمدار تونسی است.

## زندگی و فعالیت‌ها
منال القادری در شهر الرقاب در استان سیدی بوزید متولد شد.
وی عضو شورای ملی تأسیس شده از جنبش دموکرات‌های کمونیست در اداره سیدی بوزید بود. وی سپس به حزب مسار دمکراتیک اجتماعی پیوست.